# Princesse Lily
 (mars 2022).
Si vous disposez d'ouvrages ou d'articles de référence ou si vous connaissez des sites web de qualité traitant du thème abordé ici, merci de compléter l'article en donnant les références utiles à sa vérifiabilité et en les liant à la section « Notes et références ».
Princesse Lily est une opérette en 3 actes du compositeur Victor Alix et du dramaturge Jean-Charles Vaumousse,.

## Rôle et créateur
- Alice Bonheur : La Reine Natiana
- Jeanne Saint-Bonnet : La Princesse Lily
- André Alerme : Baron Kogloff, un ministre
- Félix Oudart : Le roi Pétaud
- Marcel Vallée : Briffolet, un ministre
- Robert Burnier : Le prince Sylvio
- Louis Florencie
- Rosa Holt
- Lisette Saïda
- Dupray
- Mise en scène : Paul Edmond

## Représentations
Au Théâtre des Variétés en 1921.

## Musique
- Princesse Lily, tango
- O ma princesse d’amour, valse-hésitation
- Comme une rose fanée, tango
- Fox-trot, sur des motifs de l'opérette